# Анты (архитектура)

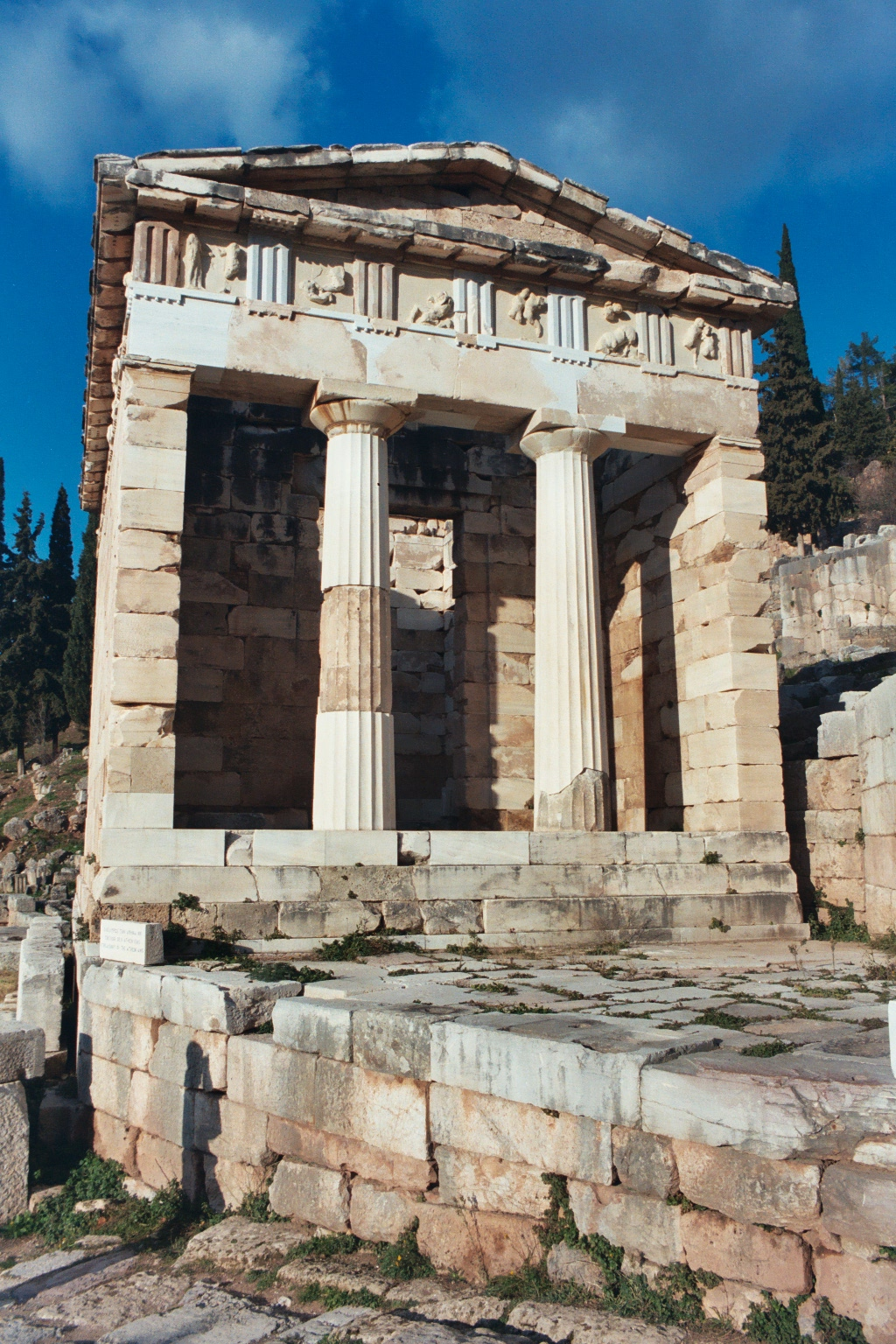
Сокровищница афинян в Дельфах. 490—489 г. до н. э.

Ант, анта или а́нты (лат. antae — «прихожая, передняя») — в древнегреческой архитектуре — выступы продольных (боковых) стен на переднем фасаде храма, обрамляющие вход и выполняющие функцию опоры антаблемента или карниза треугольного фронтона. Анты обрабатывали в форме столбов (пилонов) квадратного сечения и этим они отличались по форме от одной, двух (дистиль), трёх или четырёх колонн, располагавшихся в середине.

Храм (дистиль) в антах. План

Прототипом такой композиции считается углубление между выступами боковых стен, оформляющее вход в архаическом мегароне — жилом доме крито-микенской эпохи. Позднее такое углубление стали называть продомосом (др.-греч. πρόδομος — перед домом, передняя), а затем пронаосом. В отличие от поддерживающих колонн или столбов, анты являются непосредственным продолжением стен храма. Своим происхождением они обязаны вертикально поставленным брёвнам в ранних, примитивного типа, древнегреческих дворцах и храмах, например дворце в Тиринфе.
В архаических постройках анты придавали необходимую прочность всей конструкции в качестве несущих элементов деревянных балок перекрытия. Основная тяжесть перекрытия приходилась не на стены, сложенные из необожжённого кирпича, а на вертикальные столбы. Позднее, по мере укрепления каменной кладки, анты превратились в оформление входа. Они придавали зрительную цельность зданию при взгляде с угла.
Применение антов в качестве угловых опор на переднем и заднем фасадах античного храма дало название типу здания: храм в антах. Древнеримский архитектор Витрувий в своём трактате «Десять книг об архитектуре» (13 г. до н. э.) привёл греческое название такого типа построек: (др.-греч. ναος εν παραστασιν — наос, стоящий возле). Римляне называли такие постройки: лат. templum in antis.
Храм Геры в Олимпии (650—600 годы до н. э.), согласно реконструкциям, был дорическим храмом с пронаосом и двумя колоннами по середине главного фасада, а выступы боковых стен образовывали анты. Знаменитое в истории архитектуры здание Сокровищницы сифносцев в Дельфах (VI век до н. э.; реконструкция в парижском Лувре) представляет собой храм в антах с двумя кариатидами в центре главного фасада. Подобную композицию имела, согласно имеющимся реконструкциям, и Ликийская гробница (Малая Азия, IV век до н. э.).
Производной от дорийского храма в антах является композиция так называемого аттического ордера. Считается, что такое название дал Плиний Старший. В аттическом ордере угловые опоры являются антами, а в центре фасада находится ещё один столб квадратного сечения с особенной «клювообразной» капителью, которая оформляется ионическим киматием (профилированным пояском с иониками). Антаблемент такого ордера обычно не имеет ни триглифов с метопами на фризе, ни мутул на карнизе. Иногда такую композицию называют: антовый портик. Она была распространена в Аттике и на о. Делос в VI—IV веках до н. э. В аттическом ордере был построен Арсенал в Пирее (346—328 годы до н. э.) и памятник Фрасила в Афинах (вторая половина IV века до н. э.), фрагменты которого хранятся в Британском музее в Лондоне. Имеется графическая реконструкция памятника Фрасила, сделанная в 1753 году Дж. Стюартом «Афинским».